# Santiago Cáseres
Santiago Cáseres (Parque Leloir, 25 februari 1997) is een Argentijns voetballer die doorgaans speelt als middenvelder. In januari 2025 verliet hij Vélez Sarsfield.

## Clubcarrière
Cáseres speelde vanaf zijn achtste in de jeugdopleiding van Vélez Sarsfield. Op 18 maart maakte hij zijn debuut in het eerste elftal, toen met 3–0 verloren werd van Newell's Old Boys door drie doelpunten van Ignacio Scocco. Cáseres mocht acht minuten na rust invallen. In de zomer van 2018 werd de Argentijn voor circa tien miljoen euro overgenomen door Villarreal, waar hij zijn handtekening zette onder een verbintenis voor de duur van vijf seizoenen. Begin 2020 werd Cáseres voor een jaar verhuurd aan Club América. Na afloop van deze verhuurperiode vertrok hij voor een jaar naar zijn oude club Vélez Sarsfield. Hierop besloot Vélez hem definitief aan te trekken en hij tekende voor drie jaar.

## Clubstatistieken
| Seizoen | Club              | Competitie          | Competitie | Competitie | Beker | Beker | Internationaal | Internationaal | Totaal | Totaal |
| Seizoen | Club              | Competitie          | Wed.       | Dlp.       | Wed.  | Dlp.  | Wed.           | Dlp.           | Wed.   | Dlp.   |
| ------- | ----------------- | ------------------- | ---------- | ---------- | ----- | ----- | -------------- | -------------- | ------ | ------ |
| 2016/17 | Vélez Sarsfield   | Superliga Argentina | 11         | 0          | 0     | 0     | —              | —              | 11     | 0      |
| 2017/18 | Vélez Sarsfield   | Superliga Argentina | 23         | 0          | 2     | 0     | —              | —              | 25     | 0      |
| 2018/19 | Villarreal        | Primera División    | 23         | 0          | 2     | 0     | 9              | 0              | 34     | 0      |
| 2019/20 | Villarreal        | Primera División    | 0          | 0          | 0     | 0     | —              | —              | 0      | 0      |
| 2019/20 | → Club América    | Liga MX             | 5          | 0          | 0     | 0     | 3              | 0              | 8      | 0      |
| 2020/21 | → Club América    | Liga MX             | 16         | 0          | 0     | 0     | 2              | 0              | 18     | 0      |
| 2021    | → Vélez Sarsfield | Superliga Argentina | 16         | 1          | 0     | 0     | 7              | 0              | 23     | 1      |
| 2022    | Vélez Sarsfield   | Superliga Argentina | 23         | 0          | 2     | 0     | 9              | 0              | 34     | 0      |
| 2023    | Vélez Sarsfield   | Superliga Argentina | 7          | 0          | 0     | 0     | —              | —              | 7      | 0      |
| 2024    | Vélez Sarsfield   | Superliga Argentina | 12         | 0          | 1     | 0     | —              | —              | 13     | 0      |
| Totaal  | Totaal            | Totaal              | 136        | 1          | 7     | 0     | 30             | 0              | 173    | 1      |

Bijgewerkt op 4 januari 2025.